# Bergkapelle St. Ingbert

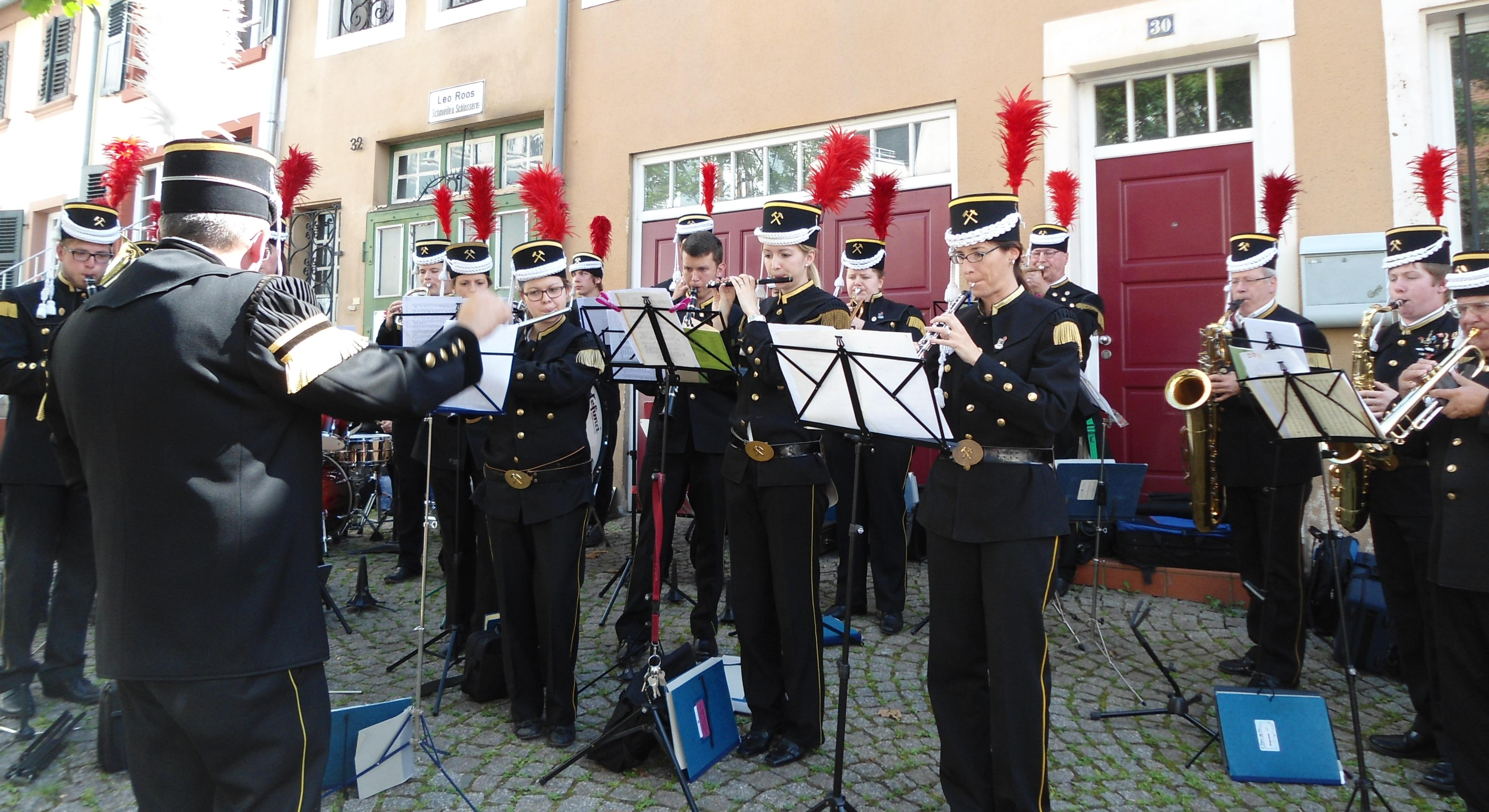
Die Bergkapelle St. Ingbert (2012)

Die Bergkapelle St. Ingbert e. V. ist ein Blasorchester aus dem Saarland. Sie wurde 1839 gegründet und gehört somit zu den ältesten Bergkapellen Deutschlands. Die Bergkapelle war ursprünglich ausschließlich mit Bergleuten besetzt. Seit der Schließung des St. Ingberter Rischbachstollens 1959 wurden allmählich auch Musiker mit anderen Berufen aufgenommen. Durch ihre zahlreichen Auftritte und Paraden im In- und Ausland ist sie ein bedeutendes kulturelles Aushängeschild der Mittelstadt St. Ingbert. Zum musikalischen Repertoire der Kapelle gehören Marschmusik, Polkas und sinfonische Blasmusik sowie Popmusik- und Musical-Bearbeitungen oder Big-Band-Jazz.

## Geschichte
Im Jahr 1839 wurde die Bergkapelle infolge der Überreichung einer Knappenfahne durch die Regentin Therese von Bayern an die St. Ingberter Knappschaft gegründet. 1920 kamen die Kohlegruben des Saargebiets und somit die Bergkapelle unter die Verwaltung Frankreichs. 1935 kamen die Gruben wieder unter deutsche Verwaltung und die Bergkapelle wurde Werkskapelle bei der Saargruben AG. Im Mai 1960 wurde der Verein zur Erhaltung der Bergkapelle gegründet, da im Jahr zuvor die St. Ingberter Grube stillgelegt wurde. Uniformen und Instrumente wurden übernommen.
Tourneen führte die Kapelle nach Italien, Spanien, zur Eröffnung des Münchner Oktoberfestes, nach Finnland oder Irland. 1969 erhielt die Bergkapelle als erster saarländischer Verein die Pro-Musica-Plakette. Die Bergkapelle trat mehrmals auf der Musikparade auf, einem internationalen Festival für Militär- und Blasmusik in Deutschland.

## Bergmannsuniform
Die Bergkapelle St. Ingbert spielt traditionell in der Bergmannsuniform auf, also mit schwarzer Jacke mit goldenen Fransen und goldenen Knöpfen mit Hammer und Schlägel, schwarzer Hose mit goldenen Streifen, Schachthut (Tschako) mit weißer Kordel und rotem Federbusch (beim Kapellmeister: weißem Federbusch) sowie dem Bergleder.

## Kapellmeister der Bergkapelle

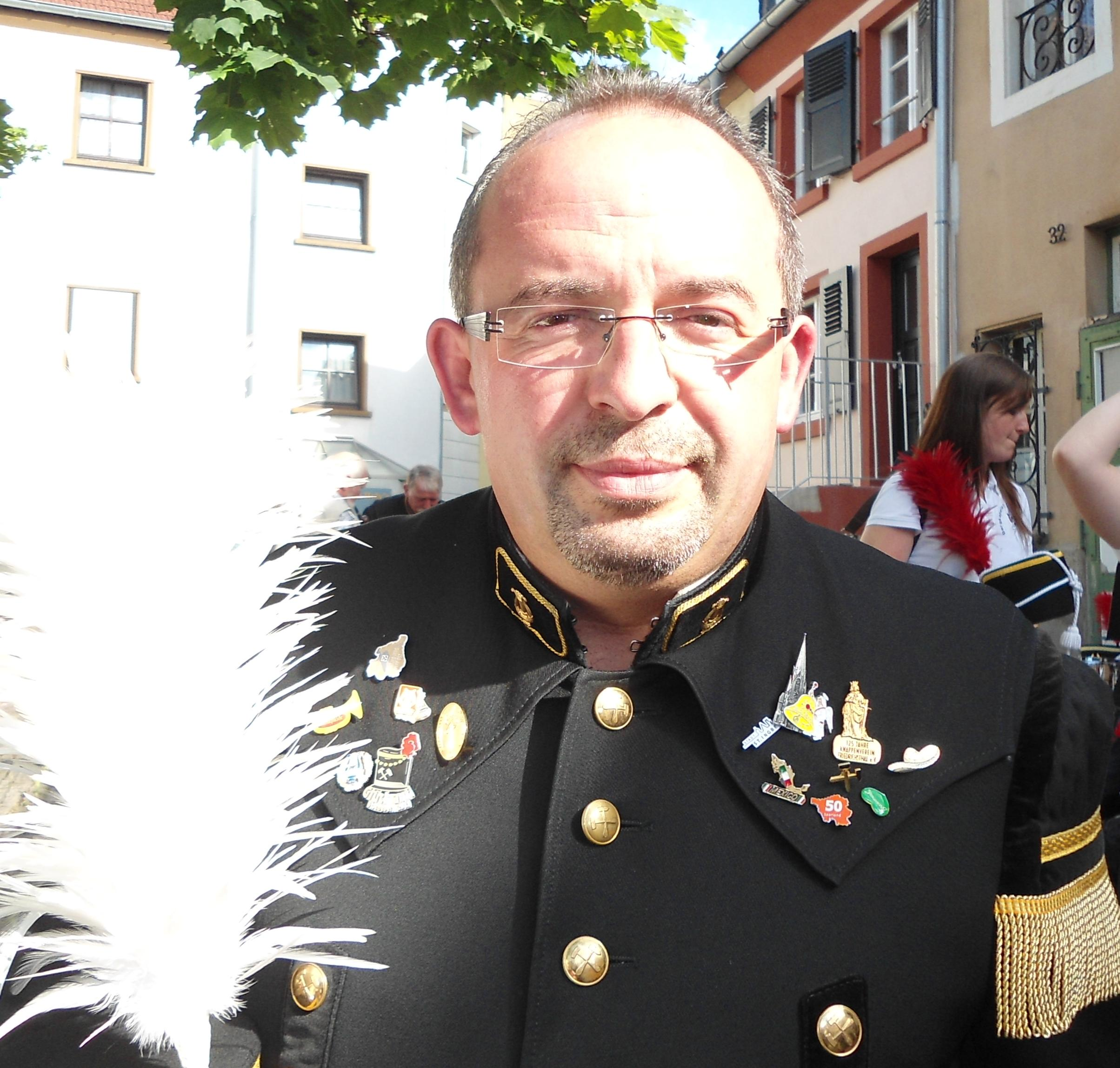
Der Kapellmeister Matthias Weißenauer

Die Kapellmeister der Bergkapelle hatten ihr Amt immer recht lang inne. So ist zu erklären, dass seit Gründung 1839 erst sieben Kapellmeister, namentlich Johann Nikolaus Sonntag (1839–1885), Heinrich Engel (1885–1909), Christian Schetting (1909–1931), Friedrich Arthur Möbius (1931–1945), Engelbert Wild (1946–1963), Theo Stolz (1963–1998) sowie Matthias Weißenauer (1998-heute) das Orchester leiteten.

## Fernsehauftritte
Die Bergkapelle wirkte in zwei Fernsehfilmen mit: 1983 in Die Buddik, einem Film unter der Regie von Frank Guthke trat die Bergkapelle auf dem Marktplatz und bei einer Begräbnisszene auf, 1997 war die Kapelle kurz in dem Film die Rättin zu hören, der Verfilmung des gleichnamigen Romans von Günter Grass, unter der Regie von Martin Buchhorn.

## Kurioses
Jahrelang wirkte das St. Ingberter Original Albert Weisgerber, genannt „Senkel“ (1910–1996), ein Neffe des Malers Albert Weisgerber, als Trompeter oder Beckenspieler, oftmals zur Belustigung der Anwesenden, mit.